# Guataquí
Guataquí là một khu tự quản thuộc tỉnh Cundinamarca, Colombia. Thủ phủ của khu tự quản Guataquí đóng tại Guataquí Khu tự quản Guataquí có diện tích ki lô mét vuông. Đến thời điểm ngày 28 tháng 5 năm 2005, khu tự quản Guataquí có dân số 2235 người.